# Punschen kommer
Punschen kommer är en svensk punschvisa. 
Visan har lånat melodin ur Franz Lehárs operett Glada änkan, från duetten "Läppar tiger" (Lippen schweigen) mellan Hanna och Danilo i slutet av tredje akten. Sången brukar populärt kallas "Änkevalsen". Texten är skriven av Lillie Green-Värjare,
och den sjungs ofta vid sittningar i studentlivet.
Punschen kommer sjungs som texten antyder när punschen serveras. Den sjungs ofta tre gånger med rörelse, där man första gången armkrok gungar i sidled, andra gången gungar framåt och bakåt, för att avsluta tredje gången med att ställa sig upp och ner i takt till musiken. Två variationer på texten finns beroende på om den dricks varm eller kall, och visan finns liksom de flesta dryckesvisor i körarrangemang.